# Paranelima
Paranelima is een geslacht van hooiwagens uit de familie Sclerosomatidae.
De wetenschappelijke naam Paranelima is voor het eerst geldig gepubliceerd door Caporiacco in 1938. 

## Soorten
Paranelima omvat de volgende 6 soorten:
- Paranelima albalineata
- Paranelima cerrana
- Paranelima correa
- Paranelima lutzi
- Paranelima mexicanus
- Paranelima taibeli